# Meistaraflokkur (1923)
Sezon 1923 był 12. sezonem o mistrzostwo Islandii. Drużyna Fram zdobyła trzeci z rzędu tytuł mistrzowski, wygrywając wszystkie trzy mecze. Ze względu na brak systemu ligowego żaden zespół nie spadł ani nie awansował po sezonie.

## Drużyny
Po sezonie 1922 do trzech drużyn dołączył zespół Valur, żaden zespół natomiast nie zrezygnował z udziału w lidze, w wyniku czego w sezonie 1923 w rozgrywkach Meistaraflokkur wzięły udział cztery zespoły.
| Uczestnicy poprzedniej edycji                                                                                 | Uczestnicy poprzedniej edycji | Uczestnicy poprzedniej edycji | Uczestnicy poprzedniej edycji |
| --- | ----------------------------- | ----------------------------- | ----------------------------- |
| FRA | Fram                          | 1                             |                               |
| VÍR | Víkingur Reykjavík            | 2                             |                               |
| KRE | KR                            | 3                             |                               |
| Dołączenie w sezonie 1923                                                                                     |                               |                               |                               |
| VAL | Valur                         |                               |                               |
| Oznaczenia: - kolumna pierwsza – skróty nazw drużyn, - kolumna trzecia – miejsce zajęte w poprzednim sezonie. |                               |                               |                               |

## Tabela
| Lp. | Drużyna            | M | Z | R | P | Bramki | Bramki | +/– | Pkt |
| --- | ------------------ | - | - | - | - | ------ | ------ | --- | --- |
| 1   | Fram (M)           | 3 | 3 | 0 | 0 | 12     | 2      | +10 | 6   |
| 2   | Valur              | 3 | 2 | 0 | 1 | 8      | 4      | +4  | 4   |
| 3   | KR                 | 3 | 0 | 1 | 2 | 3      | 10     | −7  | 1   |
| 3   | Víkingur Reykjavík | 3 | 0 | 1 | 2 | 2      | 9      | −7  | 1   |

## Wyniki
| Gospodarz \ Gość   | FRA | KRE | VAL | VÍR |
| Fram               |     | 3:0 |     | 3:1 |
| KR                 |     |     | 3:1 | 5:0 |
| Valur              | 1:6 |     |     |     |
| Víkingur Reykjavík |     |     | 1:1 |     |

Źródło: Knattspyrnusamband Íslands (isl.)
Objaśnienia:
1Drużyna gospodarzy jest wymieniona po lewej stronie tabeli.
Kolory: zielony – zwycięstwo gospodarzy, żółty – remis, różowy – zwycięstwo gości.